# Домброва-Заблотне
Домброва-Заблотне (пол. Dąbrowa-Zabłotne) — село в Польщі, у гміні Шепетово Високомазовецького повіту Підляського воєводства.
Населення — 93 особи (2011).
У 1975-1998 роках село належало до Ломжинського воєводства.

## Демографія
Демографічна структура станом на 31 березня 2011 року:
|          | Загалом | Допрацездатний вік | Працездатний вік | Постпрацездатний вік |
| -------- | ------- | ------------------ | ---------------- | -------------------- |
| Чоловіки | 43      | 14                 | 23               | 6                    |
| Жінки    | 50      | 14                 | 22               | 14                   |
| Разом    | 93      | 28                 | 45               | 20                   |